# Секондо Річчі
Секондо Річчі (італ. Secondo Ricci, 8 жовтня 1913, Баньякавалло — 13 січня 1984, Баньякавалло) — італійський футболіст, що грав на позиції захисника.
Виступав, зокрема, за клуб «Болонья», а також національну збірну Італії.
Дворазовий чемпіон Італії.

## Клубна кар'єра
У дорослому футболі дебютував 1932 року виступами за команду «Руссі», в якій провів чотири сезони.
Згодом з 1936 по 1938 рік грав у складі команд «Равенна» та «Руссі».
Своєю грою привернув увагу представників тренерського штабу клубу «Болонья», до складу якого приєднався 1938 року. Відіграв за болонської команду наступні дванадцять сезонів своєї ігрової кар'єри. В роки виступів у складі «Болоньї» зазнавав численних травм, включаючи операцію на стегнах у 1941 році та перелом ноги в сезоні 1947-1948 років. Незважаючи на це, зіграв досить багато матчів високого рівня, двічі виборював титул чемпіона Італії. В 1939 році виступав Кубку Мітропи, де «Болонья» вилетіла у півфіналі. В 1946 році виграв з командою Кубок Верхньої Італії. У фіналі «Болонья» двічі переграла клуб «Новара» (2:1, 4:1). Протягом багатьох сезонів його партнером по лінії захисту клубу був Маріо Паготто.
Завершив ігрову кар'єру у команді «Равенна», у складі якої вже виступав раніше. Повернувся до неї 1950 року, захищав її кольори до припинення виступів на професійному рівні у 1952.

## Виступи за збірну
1940 року дебютував в офіційних матчах у складі національної збірної Італії. Зіграв у товариському матчі проти збірної Румунії (2:1). В цьому матчі наставник італійців Вітторіо Поццо випробував пару захисників «Болоньї» Паготто-Річчі. Поєдинок залишився для обох оборонців єдиним у національній команді.
Помер 13 січня 1984 року на 71-му році життя у місті Баньякавалло.
| Дата       | Місто | Господарі | Результат | Гості   | Турнір           | Голи | Примітки |
| ---------- | ----- | --------- | --------- | ------- | ---------------- | ---- | -------- |
| 14/04/1940 | Рим   | Італія    | 2 – 1     | Румунія | товариський матч | -    |          |
| Усього     |       | Матчів    | 1         |         | Голів            | 0    |          |

### Статистика виступів у кубку Мітропи
| №                      | Розіграш               | Стадія                 | Дата та місце проведення | Команда 1              | Рахунок | Команда 2        | Голи та інші дії |
| ---------------------- | ---------------------- | ---------------------- | ------------------------ | ---------------------- | ------- | ---------------- | ---------------- |
| 1                      | 1939                   | 1/4                    | 18.06.1939, Бухарест     | Венус (Бухарест)       | 1:0     | Болонья          |                  |
| 2                      | 1939                   | 1/4                    | 25.06.1939, Болонья      | Болонья                | 5:0     | Венус (Бухарест) |                  |
| 3                      | 1939                   | 1/2                    | 9.07.1939, Болонья       | Болонья                | 3:1     | Ференцварош      |                  |
| 4                      | 1939                   | 1/2                    | 16.07.1939, Будапешт     | Ференцварош            | 4:1     | Болонья          |                  |
| Всього у кубку Мітропи | Всього у кубку Мітропи | Всього у кубку Мітропи | Всього у кубку Мітропи   | Всього у кубку Мітропи | 4       |                  | 0                |

## Титули і досягнення
- Чемпіон Італії (2):

«Болонья»: 1938-1939, 1940-1941
- Кубок Верхньої Італії (1):

«Болонья»: 1946